# قشلاق صوفي حسن (مقاطعة بيله سوار)
قشلاق صوفي حسن (بالفارسية: قشلاق صوفی حسن) هي منطقة سكنية تقع في إيران في أردبيل. يقدر عدد سكانها بـ 29 نسمة .